# Oak Ridge, North Carolina
Oak Ridge är en ort i Guilford County i delstaten North Carolina, USA.